# If It’s Over
If It's Over – drugi i ostatni singel promujący album koncertowy Mariah Carey MTV Unplugged. Został napisany przez Mariah Carey i Carole King. 

## Historia
Carole King chciała, aby Carey napisała cover piosenki autorstwa King "(You Make Me Feel Like) A Natural Woman", ale Carey wolała śpiewać własna twórczość niż być kojarzona z Arethą Franklin. Kilka miesięcy po wydaniu Emotions, Carey zaśpiewała "If It's Over" podczas koncertu w programie MTV Unplugged. Po wydaniu albumu koncertowego z piosenkami z występu, "If It's Over" stało się singlem promującym ten album.

## Listy przebojów
Wszystkie poprzednie single Carey, które zostały wydane w USA, znalazły się na szczycie listy Billboard Hot 100. Kierownictwo Sony/Columbia obawiało się, iż elementy jazzu i soulu w piosence "If It's Over" będą kolidować z wizerunkiem Carey, jako "gwiazdy popu" i przez to singel nie odniesie sukcesów, więc nie wydano go na terenie Stanów Zjednoczonych. Został on wydany w limitowanym nakładzie w Japonii i Holandii oraz wielu innych państwach, ale, tak jak się spodziewano, poległ on na prawie wszystkich rynkach muzycznych. 

## Teledysk
Teledysk został nakręcony przez Larry'ego Jordana i tak samo, jak ten do "I'll Be There", był to film złożony z fragmentów występu w MTV.